# Policía de la Provincia de Río Negro
La Policía de Río Negro, una de las 23 policías provinciales en la Argentina, está a cargo de la seguridad pública de los habitantes de la provincia de Río Negro.

## Historia
El origen de la Policía de la Provincia de Río Negro se remonta al 15 de junio de 1870, en Carmen de Patagones y Viedma, la capital de Río Negro que se llamaba Mercedes de Patagones, donde se creó la Comisaría de Mercedes, Seccional Segunda, primer asentamiento policial de la provincia.
El 24 de noviembre de 1884, creados los Territorios Nacionales, fue designado primer Jefe de Policía el ciudadano Juan José Biedma, vecino de la Comarca. Al día siguiente se publica el primer Reglamento de la Policía del Territorio del Río Negro, refrendado por el general Lorenzo Winter.
En 1899, durante la gestión de Marcelino Crespo, se publicó la primera Orden del Día de la fuerza. Con la provincialización del territorio del Río Negro, en 1957, nace la Policía de la Provincia de Río Negro. La Legislatura de la Provincia, el 28 de septiembre de 1959, sancionó la Ley Orgánica 106 que oficializa su constitución como fuerza de seguridad.

## Derechos humanos
Como en el resto del país, la Policía rionegrina estuvo implicada en el terrorismo de Estado, desatado con la última dictadura militar.
El Tribunal Oral Federal de General Roca condenó en 2011 a penas de entre cinco y ocho años y medio de prisión a cuatro expolicías de la provincia junto con dos oficiales superiores del Ejército, por delitos de lesa humanidad en 1976 contra los dirigentes gremiales Daniel Ávalos y Carlos Lima. La pena más alta fue para el general de brigada retirado Lucio Gerardo Pedernera, de 85 años, exjefe de Policía. Los otros condenados son el comisario Rubén Alcides Codina (alias “Negro”) y el oficial principal Víctor Manuel Lobos, jefe y subjefe de la comisaría de Sierra Chica, con penas de ocho años y siete años y diez meses de prisión. También fueron condenados los suboficiales Sixto y Elfio Enrique Navarrete.